# 黄璞
黃璞（？—？），字德温，一字紹山，號霧居子，福州侯官縣人，唐代官員、文士。
他的五世祖是桂州刺史黃岸，從祖堂弟是進士黃滔。他寓居莆田縣延壽里，早年善歌詩，与欧阳詹齐名。大順二年（891年）崔昭矩榜進士第四名，乾宁年間官崇文阁校书郎。昭宗时归隐。黄巢攻克建州時，军中有歌谣曰：“逢儒则辱，师必覆！”，乾符五年（878年）八月，黄巢進攻福建時，申戒士兵勿毁其居。后人称為“黄巷”。著有《闽川名士传》六卷，《雾居子集》十卷。